# 興文県
興文県（こうぶん-けん）は中華人民共和国四川省に位置する省直轄の県であり、しばらくの間、宜賓市の代理管轄下に置かれている。

## 地理
古宋河が南西から北東へ向けて流れ、長江へ合流している。
カルスト地形が多く、ユネスコ世界ジオパークに指定されている。

## 歴史
古代の僰人の地である。現在はミャオ族が多く住んでいる。

## 行政区画
- 鎮:古宋鎮、僰王山鎮、共楽鎮、蓮花鎮、九絲城鎮、石海鎮、周家鎮、五星鎮
- 民族郷:大壩ミャオ族郷、大河ミャオ族郷、麒麟ミャオ族郷、仙峰ミャオ族郷

## 交通

### 鉄道
- 中国国家鉄路集団
  - 成貴旅客専用線（成都方面）- 興文駅（中国語版） -（貴陽方面）

### 道路
- 高速道路
  - 遂宜畢高速道路

- 省道
- 309省道

県道
- 026号県道

## 健康・医療・衛生
- 興文県人民医院
- 興文県第一人民医院
- 興文県中医医院